# 3654 AAS
3654 AAS è un asteroide della fascia principale. Scoperto nel 1949, presenta un'orbita caratterizzata da un semiasse maggiore pari a 2,2621540 au e da un'eccentricità di 0,2006533, inclinata di 2,10906° rispetto all'eclittica.
L'asteroide è dedicato all'American Astronomical Society.